# Lake Orion
Lake Orion est un village du comté d'Oakland, dans l'État du Michigan, aux États-Unis. En 2020, il comptait une population de 2 876 habitants.